# Fechadura de tambor de pinos
Um tipo comum de fechadura de tambor de pinos. Cilindro europeu
A fechadura de tambor de pinos é um sistema de fechaduras que utiliza pinos de diferentes comprimentos para evitar que a fechadura abra sem a chave correta.

## História
A primeira fechadura de tambor foi encontrada nas ruínas do Palácio de Khorsabad, no Iraque. Princípios Básicos da fechadura de tambor de pinos podem datar desde por volta de 4000 A.C., no Egito; a fechadura consistia de uma coluna de madeira afixada à porta, e um ferrolho horizontal que deslizava-se para dentro da coluna. O ferrolho tinha aberturas verticais nas quais um conjunto de pinos encaixava-se. Estes podiam ser levantados, usando uma chave, a uma altura suficiente para permitir ao ferrolho mover-se e destravar a porta. Esta fechadura de madeira foi um dos maiores desenvolvimentos de arquitetura doméstica do Egito, durante a Era Clássica.
Em 1805, a primeira patente para uma fechadura de tambor de pinos de dupla-atuação foi concedida ao médico estadunidense Abraham O. Stansbury, na Inglaterra. Ela foi baseada em fechaduras egípcias anteriores e na fechadura tubular de tambor de pinos do Joseph Bramah. Dois anos mais tarde, Stansbury teve concedida uma patente nos Estados Unidos para sua fechadura.

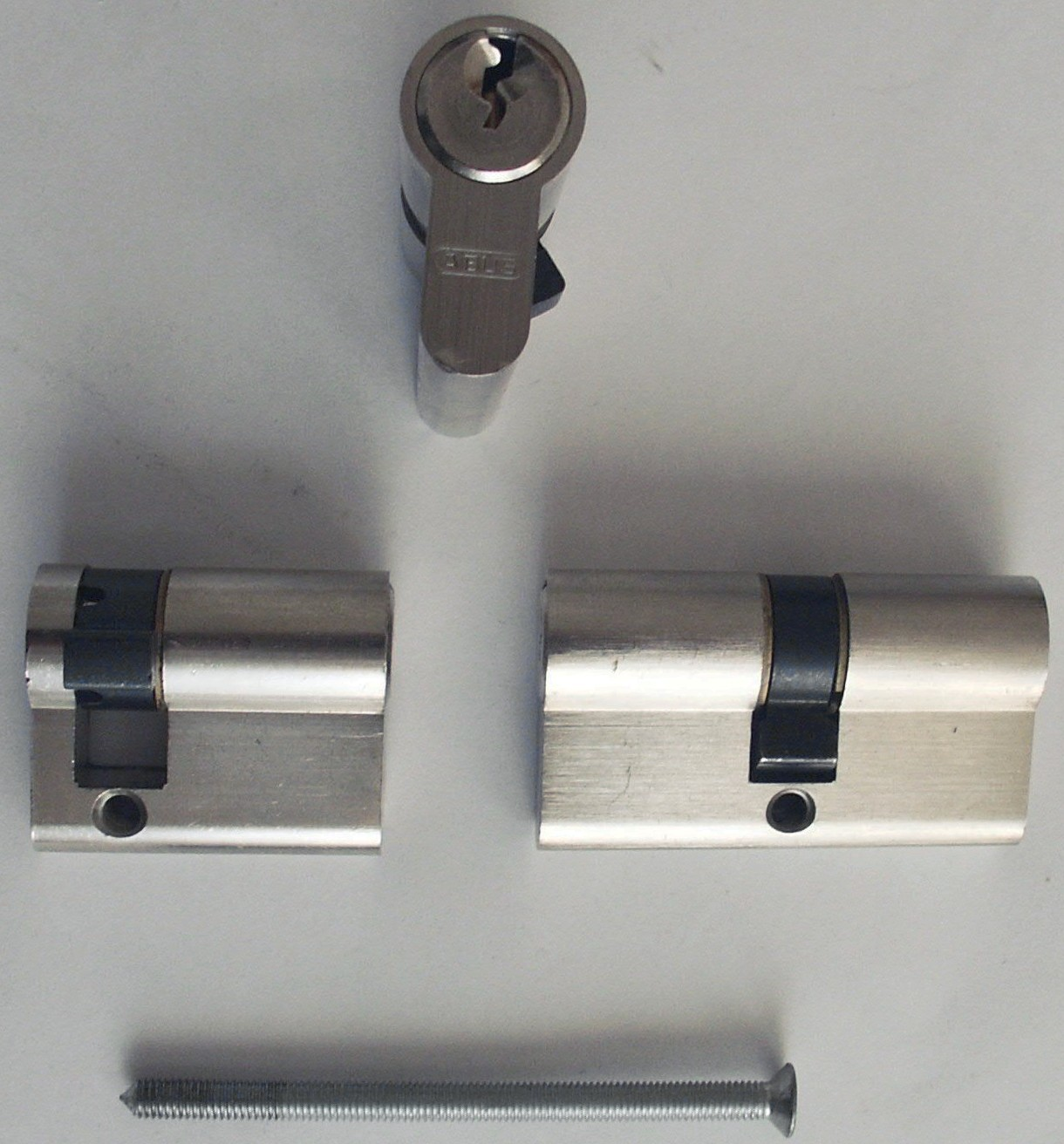
Fechadura de perfil europeu, uma fechadura de cilindro.

Em 1848, Linus Yale, Sr. inventou a moderna fechadura de tambor de pinos. Em 1861, Linus Yale, Jr. inspirou-se na fechadura de tambor de pinos original, da década de 1840, de seu pai, para assim, inventar e patentear uma chave menor plana com bordas dentadas, bem como pinos de diferentes comprimentos dentro da fechadura em si, o mesmo design de fechadura em uso hoje.